# Омелянский, Василий Леонидович
Васи́лий Леони́дович Омеля́нский (26 февраля (10 марта) 1867, Полтава — 21 апреля 1928, Гагра) — русский и советский учёный-микробиолог, академик Российской академии наук (1923, с 1925 — АН СССР; член-корреспондент с 1916), ученик С. Н. Виноградского.

## Биография
В. Л. Омелянский — младший ребёнок в семье учителя полтавской гимназии и, позднее, директора житомирской гимназии Леонида Николаевича Омелянского.
В 1885 г. окончив с серебряной медалью гимназию, поступил на естественное отделение физико-математического факультета Петербургского университета, где слушал лекции Д. И. Менделеева и Н. А. Меншуткина, и в 1889—1891 гг. работал под руководством последнего, опубликовав работу «К вопросу о влиянии разбавления на скорость химических реакций». По материальным соображениям вынужден был прервать университетскую карьеру, заняв место химика-лаборанта на металлургическом заводе в Сулине под Ростовом-на-Дону.
В 1893 г. по рекомендации Меншуткина Омелянский стал ассистентом у С. Н. Виноградского, заведывавшего отделом общей микробиологии Института экспериментальной медицины, занимаясь вопросами нитрификации и брожения клетчатки.
В 1909 г. вышла его ставшая классической книга «Основы микробиологии», одно из первых учебных пособий такого рода.
В 1912 г., после отставки Виноградского, Омелянский был избран заведующим отделом общей микробиологии, которым руководил до своей смерти в 1928 г.
В 1922 г. вышло его «Практическое руководство по микробиологии», первое на русском языке методическое пособие по общей микробиологии.
Скончался 21 апреля 1928 года в Гаграх, похоронен на Богословском кладбище Санкт-Петербурга.

## Научная работа
Его основные работы посвящены выяснению роли микроорганизмов в круговороте азота и углерода в природе. Развивая идеи Виноградского, Омелянский предложил методы выделения и культивирования нитрифицирующих бактерий, изучая их морфологию и физиологию. На этом пути ему впервые удалось выделить культуры анаэробных и спороносных бактерий, сбраживающих клетчатку с образованием органических кислот и водорода. Изучая аэробную азотфиксирующую бактерию из рода азотобактер, доказал существование бактерий, образующих метан из этилового спирта, и установил, что количество усвояемого азота пропорционально усвоению органического вещества. Кроме того, первым указал на возможность применения микроорганизмов как химических индикаторов.
Редактор журналов «Архив биологических наук» (с 1912 г.) и «Успехи биологической химии» (с 1924 г.)

## Омелянский как шахматист
Один из сильнейших шахматистов России в начале 1900-х годов. Поступив в Петербургский университет (1886), начал участвовать в соревнованиях. Успешно выступал в ряде петербургских гандикап-турниров: 1894 — 1—2 место (48 участников); 1896 — 5 место (22 участника); 1902 — 1 место (впереди М. И. Чигорина, Э. С. Шифферса и других). Третий призёр турнира I категории (1903).
Член Петербургского общества любителей шахматной игры. Впоследствии входил в правление Петербургского / Петроградского шахматного собрания
В Петербургском турнире (1904) — 3-е место (7,5 из 11, выиграл у М. И. Чигорина).
Участник 4-го Всероссийского турнира (1905 / 06) — 13—14-е место (в числе побеждённых — будущий мастер Ф. И. Дуз-Хотимирский).
В матче Петербургского шахматного собрания и студенческой сборной Петербурга играл на 8-й доске (выиграл у студента Политехнического института Григорьева).
Автор нескольких шахматных композиций. В 1914 г. был в числе победителей конкурса решателей шахматных композиций.
Упомянут в списке «Выдающихся русских любителей» шахмат, опубликованном журнале «Шахматный вестник» (1916).

## Основные научные труды
- Омелянский В. Л. Основы микробиологии / Императорский институт экспериментальной медицины. — (Изд. 1-е). — СПб.: Типография Императорской Академии наук, 1909. — 400 с.
  - Омелянский В. Л. Основы микробиологии. — Изд. 2-е. — СПб.: Типография К. Маттисена, 1913. — 448 с.
  - Омелянский В. Л. Основы микробиологии. — Изд. 3-е. — Петроград: Типография К.Маттисена, 1917. — 420 с.
  - Омелянский В. Л. Основы микробиологии. — Л.: Гос. медиц. изд-во, 1931. — 360 с.
  - Омелянский В. Л. Основы микробиологии. — Л.: ОГИЗ, Биомедгиз, 1936. — 436 с.
  - Омелянский В. Л. Основы микробиологии:  Допущено Наркомпросом РСФСР в качестве учебника по курсу микробиологии для биофаков университетов. — Изд. 9-е. — Л.: Учпедгиз, 1941. — 416 с. — 5000 экз.
- Омелянский В. Л. И. И. Мечников, его жизнь и труды. — Петроград: Типография П. П. Сойкина, 1917. — 46 с.
- Омелянский В. Л. Очерки по микробиологии. — Петроград: Изд. Народного комиссариата здравоохранения, 1919. — 64 с.
- Омелянский В. Л. Луи Пастер. — Петроград: Научное химико-техническое издательство, 1922. — 128 с. — 3000 экз.
- Омелянский В. Л. Микроорганизмы как химические реактивы. — Л.: Научное химико-техническое издательство, 1924. — 54 с. — 3000 экз.
- Омелянский В. Л. Краткий курс общей и почвенной микробиологии. — М.—Л.: Государственное издательство, 1929. — 184 с.
- Омелянский В. Л. Практическое руководство по микробиологии / Под общ. ред. Заслуж. деят. науки проф. Б. Л. Исаченко. — Изд. 2-е, перераб. и доп. — М.; Л.: Изд-во АН СССР, 1940. — 432 с. — 20 000 экз. (в пер.)
- Омелянский В. Л. Избранные труды: В 2-х томах. — М.; Л.: Изд-во АН СССР, 1953.